# Niclas Silfverschiöld
Nils-August Otto Carl Niclas Silfverschiöld, född 31 maj 1934 på Gåsevadholms slott i Tölö församling, död 11 april 2017 på Kobergs slott i Bjärke församling, var en svensk friherre och godsägare. Han var gift med prinsessan Désirée och far till friherre Carl Silfverschiöld.

## Biografi
Niclas Silfverschiöld tillhörde den friherrliga ätten Silfverschiöld, nr 283. Han föddes som son till ryttmästare friherre Carl-Otto Silfverschiöld och dennes första hustru Madelaine Bennich. Han var sonson till riksdagsmannen friherre Otto Silfverschiöld och dotterson till överdirektören Hjalmar Bennich.
Silfverschiöld avlade studentexamen 1954 i Stockholm och reservofficersexamen 1956. Han var sedan en del av reserven vid Livgardets dragoner (K 1) i Stockholm där han blev kapten.
När Silfverschiöld var 21 år gammal avled hans far. Som äldsta son ärvde han släktens två fideikommisser: Gåsevadholm och Koberg med tillhörande 20 000 hektar mark. Silfverschiöld, som vid denna tid var en profil i Stockholms societetsliv, fick snabbt skola sig om till sitt nya liv som fideikommissarie och lantbrukare. Han studerade vid lantbruksskolan i Svalöv samt stordrift på flera platser i Europa. Silfverschiöld blev med tiden en framgångsrik godsägare. På Koberg hade han en stor samling ostindiskt porslin samt ett värdefullt historiskt bibliotek.

## Förlovning och vigsel
Silfverschiöld förlovade sig den 19 december 1963 med prinsessan Désirée, dotter till framlidne prins Gustaf Adolf och prinsessan Sibylla samt syster till Sveriges dåvarande kronprins Carl Gustaf. 
Vigseln ägde rum 5 juni 1964 i Storkyrkan i Stockholm. 

## Barn och barnbarn
- Carl Otto Edmund Silfverschiöld (född 22 mars 1965 på Kobergs slott), civilekonom; vigd den 18 juni 2005 med Gunilla Maria Fredriksson (född 12 april 1965 i Malmö); skilda sedan 16 maj 2013. De har ett barn:
  - Anna Margareta Sibylla Désirée Silfverschiöld (född 13 december 2006 på Lidingö).
- Christina Louise Ewa Madelaine Silfverschiöld  (född 29 september 1966 på Kobergs slott), civilekonom; sedan den 11 september 1999 gift med friherre Hans Louis Gerard De Geer af Finspång (född 26 januari 1963 i Stockholm), verkställande direktör. Makarna har tre barn:
  - Estelle Louise Désirée De Geer af Finspång (född 14 september 2000 i Stockholm).
  - Ian Carl Gerard De Geer af Finspång (född 20 februari 2002 i Stockholm).
  - Fred Louis Gerard De Geer af Finspång (född 16 september 2004 i Stockholm).
- Hélène Ingeborg Sibylla Silfverschiöld (född 20 september 1968 på Kobergs slott), civilekonom; gift med Fredrik Johan Georg Dieterle (född 6 september 1963 i Fosie). De har ett barn:
  - Charles Otto Alexander Edmund George Silfverschiöld Dieterle (född 9 maj 2020 i Stockholm).

## Död
11 april 2017 avled Niclas Silfverschiöld, 82 år gammal, efter en tids sjukdom i närvaro av sin maka och familj. Dödsbeskedet meddelades av Hovet i följande pressmeddelande samma dag.
| ”                 | Jag och min familj har med stor sorg tagit emot beskedet att friherre Niclas Silfverschiöld, prinsessan Désirées make, har gått ur tiden. Våra tankar går till prinsessan Désirée med familj. | „ |
| – Carl XVI Gustaf | |   |

Silfverschiölds begravning hölls i Erska kyrka i Alingsås 11 maj samma år. Bland deltagarna märktes prinsessorna Margaretha, Birgitta och Christina med maken Tord Magnuson, kung Carl XVI Gustaf och drottning Silvia, kronprinsessan Victoria och prins Daniel, prins Carl Philip och prinsessan Sofia samt prinsessan Märtha Louise av Norge. Hovsångaren Loa Falkman framförde Så skimrande var aldrig havet.

## Utmärkelser
- Konung Gustaf VI Adolfs minnesmedalj, 29 augusti 1967.[8]
- Konung Carl XVI Gustafs jubileumsminnestecken III, 30 april 2016.
- Konung Carl XVI Gustafs jubileumsminnestecken II, 23 augusti 2013.
- Konung Carl XVI Gustafs jubileumsminnestecken I, 30 april 1996.
- Kronprinsessan Victorias och Prins Daniels bröllopsminnesmedalj, 8 juni 2010.
- Hans Majestät Konungens medalj av 12:e storleken i Serafimerordens band, 1992.
- Kommendör av Kungl. Vasaorden, 1966.
- Storofficerare av luxemburgska Adolf av Nassaus civil- och militärförtjänstorden.

## Galleri

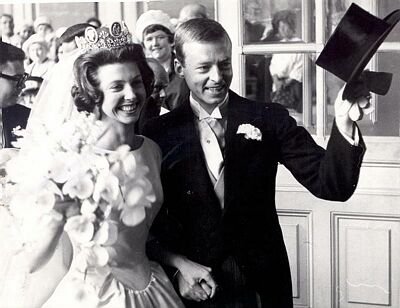
Brudparet Silfverschiöld, 5 juni 1964.
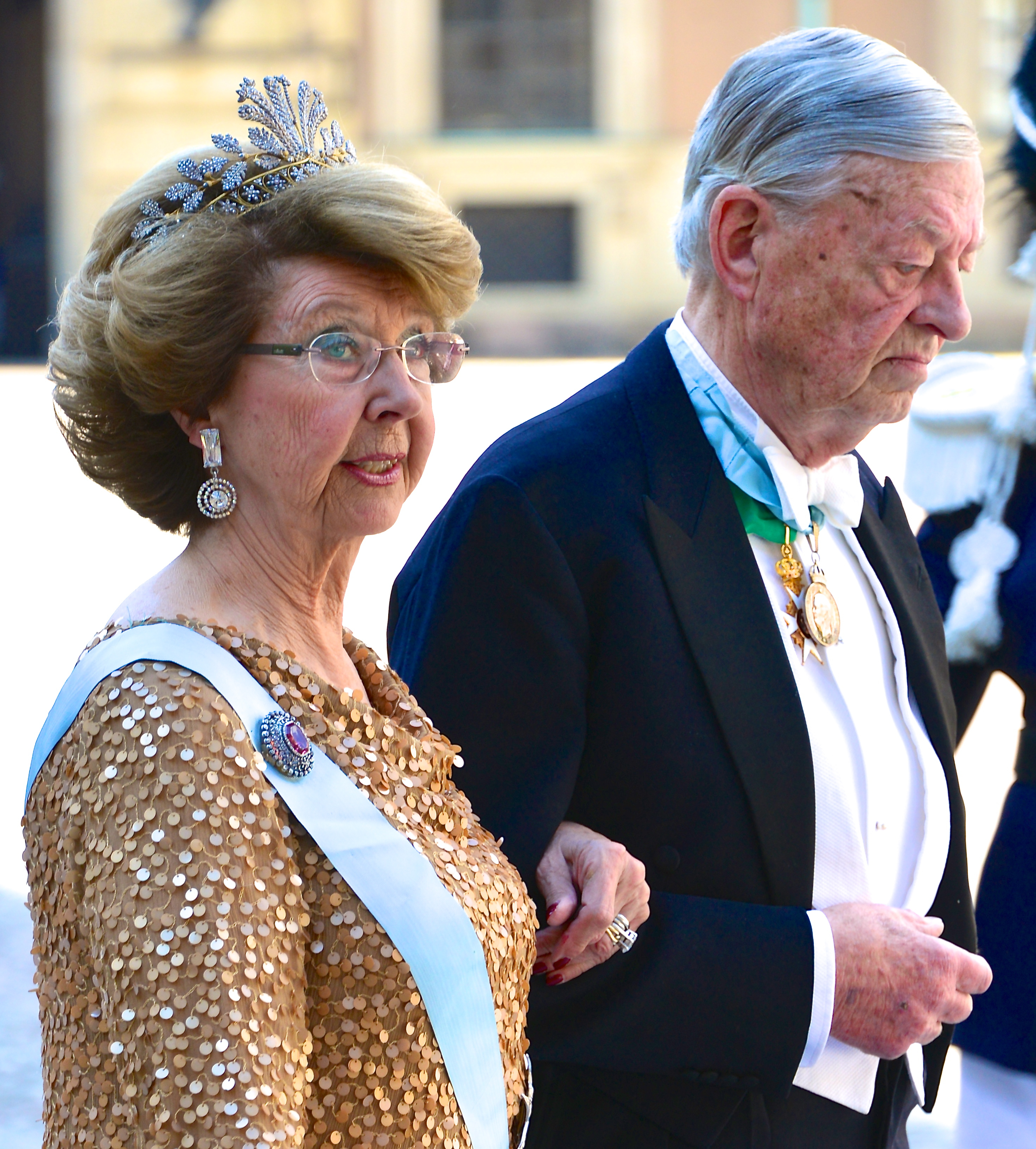
Makarna Silfverschiöld på väg till vigseln mellan prinsessan Madeleine och herr Christopher O’Neill, 8 juni 2013.